# Heixi
Heixi (kinesiska: 黑溪) är en köping i sydvästra Kina. Den ligger i stadsdistriktet Qianjiang i storstadsområdet Chongqing, omkring 190 kilometer öster om det centrala stadsdistriktet Yuzhong. Antalet invånare är 14 810. Befolkningen består av 7 100 kvinnor och 7 710 män. Barn under 15 år utgör 25,0 %, vuxna 15-64 år 61 %, och äldre över 65 år 12,0 %.